# Pedi (peuple)
Pour les articles homonymes, voir Pedi.

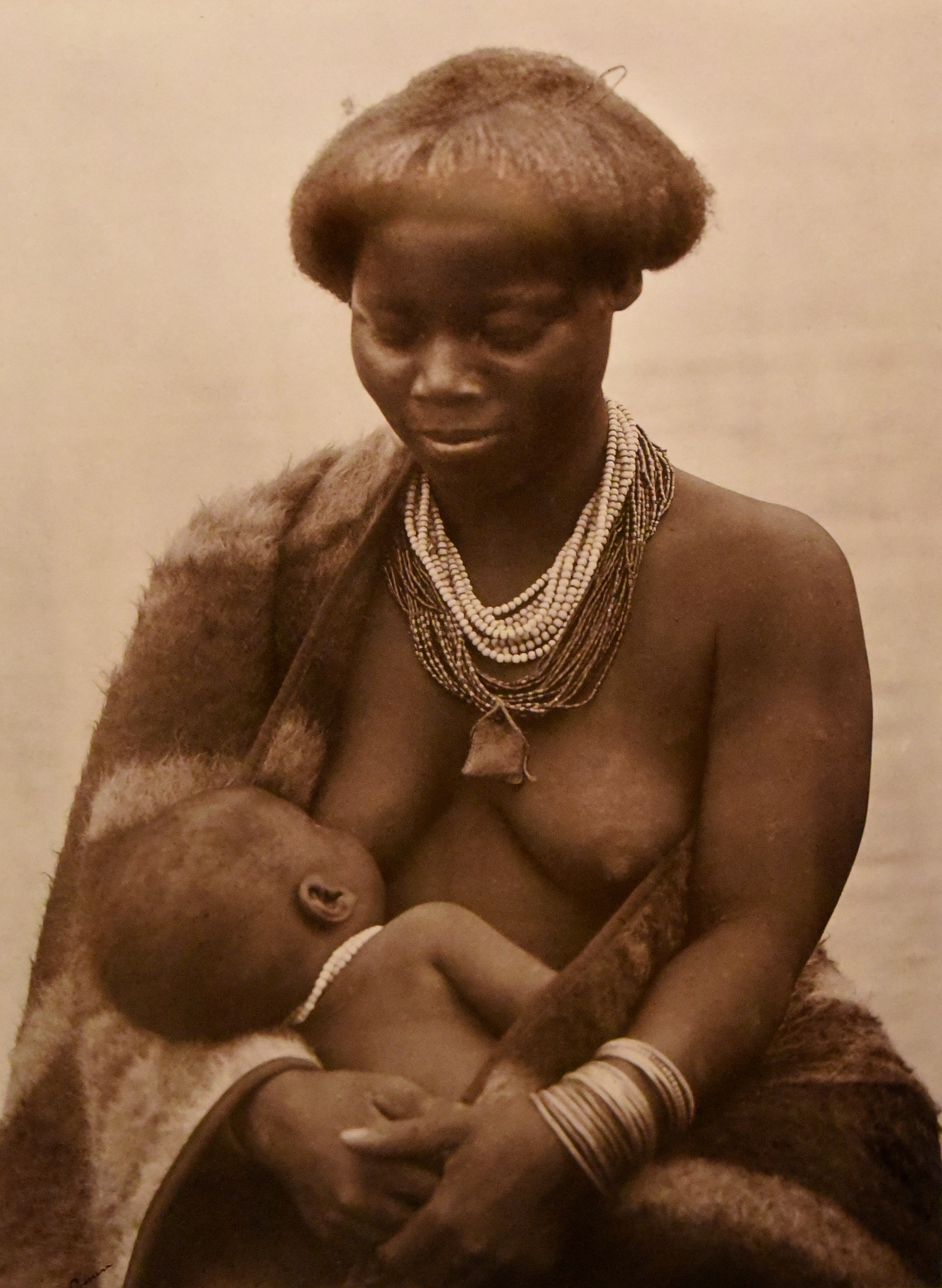
Femme pedi allaitant son enfant, début du XXe siècle.

Les Pedi sont un peuple bantou d'Afrique australe établi au Transvaal en Afrique du Sud, également en Eswatini et au Botswana. Ils sont considérés comme un sous-groupe sotho,.

## Ethnonymie
Selon les sources, on observe plusieurs variantes : Bapedi, Bapedis, Pédis, Peli, Sotho du Nord, Sotho du Transvaal, Marota, Maroteng,,.

## Langue
Leur langue est le pedi (un dialecte du sotho du Nord), dont le nombre de locuteurs en Afrique du Sud est estimé à 4 090 000 en 2006.  A ce titre, il est l'une de onze langues officielles d'Afrique du Sud. 

## Origines
L'histoire ancienne des Pedi (et plus largement des Sotho) est peu connue. On sait cependant que des populations travaillant le fer, parlant probablement le proto-sotho, sont installées à Phalaborwa depuis le VIIIe siècle et dans la région de Johannesbourg depuis le XIe siècle. L'archéologie montre une présence de ces locuteurs du sotho dans les provinces du Gauteng, du Mpumalanga, du Limpopo, du Nord-Ouest et au Botswana actuels. Les première poteries attribuées à ces populations sont datées d'entre 1300 et 1500. Les indices anthropologiques et linguistiques suggèrent une origine est-africaine, probablement de la région correspondant aujourd'hui à la Tanzanie ou à la région des grands lacs.
« Après 1300 environ, des groupes d'agriculteurs ont commencé pour la première fois à s'installer dans les prairies de l'intérieur et des hautes terres du KwaZulu-Natal et, après 1450 environ, dans les prairies formant le « highveld » du nord et de l'est de l'État libre. Les montagnes du Drakensberg étaient autrefois considérées comme ayant marqué une ligne de démarcation claire entre les locuteurs nguni à l'est et les locuteurs sotho-tswana à l'ouest. Les preuves provenant de l'archéologie et des documents oraux enregistrés indiquent qu'en fait des mouvements fréquents d'idées et de pratiques sociales, ainsi que de groupes de personnes, ont eu lieu à travers cette ligne, et que les identités de « Nguni » et de « Sotho-Tswana » étaient moins clairement définies que ces catégorisations ethnographiques le suggèrent ». Vers 1500 ce que, par commodité, on appelle des groupes sotho, se déplacent donc vers le sud et l'ouest ; ils forment trois foyers distincts, les Sotho du Sud (appelés de nos jours Sotho ou Basotho), les Sotho de l'Ouest (aujourd'hui appelés Tswana) et les Sotho du Nord (ou Pedi). Ces populations parlent des variantes linguistique du sotho fortement apparentées, ce sont les croyances et les structures sociales qui les distinguent le plus, sachant que ces distinctions émergent à la suite du Mfecane du début du XIXe siècle, ; ces distinctions, relativement récentes, sont parfois qualifiées comme relevant d'une « ethnogenèse » contemporaine.

## Organisation sociale
Le mode de vie d'origine est centré autour du kgoro, un type de complexe résidentiel enclos, de plan généralement circulaire ou semi-circulaire, accueillant un groupe familial agnatique (parenté par la lignée masculine),, quoique des personnes extérieures puissent s'y intégrer. Les habitations sont disposées autour d'un espace central dégagé qui sert de lieu de rencontre et de cérémonie, de lieu de rassemblement pour le bétail, de cimetière et de sanctuaire. L'épouse ou les épouses (la polygamie ne concerne en pratique que les classes sociales les plus élevées) disposent chacune d'une habitation et les jeunes gens sont regroupés par tranche d'âge, ce qui est la base de la hiérarchie sociale pedi. Les dikgoro (pluriel de kgoro) sont eux-mêmes regroupés en villages,,.

## Organisation politique
Avant le xviie siècle, l'organisation politique des Pedi est celle de la confédération de chefferies. Au gré de l'histoire, des chefs plus puissants parviennent à créer des chefferies élargies et à exercer un contrôle effectif sur les routes commerciales.
Vers 1650, les Maroteng, une branche du peuple Kgatla, s'installent au sud de la Steelport. Petit à petit, la région acquiert une certaine homogénéité linguistique et culturelle. Durant la deuxième moitié du xviiie siècle, ils étendent leur influence, créant une paramountcy (prépondérance politique) en amenant sous leur contrôle les chefferies adjacentes et une population qui n'est pas ethniquement homogène. C'est Thulare qui, au début du xixe siècle, crée une véritable dynastie héréditaire et Bopedi, le royaume des Pedi.

### Dirigeants avant 1824
La tradition du royaume conserve le nom de dirigeants qui ne sont pas autrement attestés.

### Dirigeants historiquement attestés
Thulare est un dirigeant pedi qui unifie de nombreuses petites chefferies Sotho-Tswana et fonde le royaume pedi. Il meurt en 1824, le jour d'une éclipse solaire et c'est la première date précise dans l'histoire des Pedi. Après la mort de Thulare, son fils aîné Molekutu Ier monte sur le trône pour être tué deux ans plus tard par Mzilikazi arrivé au nord de la Vaal. Molekutu est remplacé par son frère, Phetedi ; il règne moins d'un an avant de subir le même sort que son frère aîné, car il est tué lui aussi par Mzilikazi. Sekwati, le plus jeune fils de Thulare, repousse Mzilikazi et se réfugie dans les forêts au nord de Magoebaskloof. Bien après la défaite de Mzilikazi à Silkaatsnek, Sekwati retourne sur les terres des Pedi ; il meurt en 1861. À la mort de Sekwati, Sekhukhune monte sur le trône après avoir évincé son demi-frère Mampuru. Il étend la richesse et la puissance militaire du royaume et, lorsque la guerre éclate contre la république sud-africaine du Transvaal (ZAR : Zuid-Afrikaansche Republiek), il est d'abord victorieux (1876-1877). Après une seconde guerre contre les Britanniques, il est capturé et détenu à Pretoria (1881). Relâché, il est plus tard assassiné par son frère Mampuru II, en 1882. Mampuru lui-même règne en exil pendant environ un an avant d'être exécuté par le gouvernement de la ZAR pour le meurtre de son frère. Kgoloko, fils de Sekwati et demi-frère de Sekhukhune Ier et de Mampuru II, est régent. Sekhukhune II, petit-fils de Sekhukhune Ier, succède à son oncle Kgoloko dès qu'il est jugé assez âgé. Il profite du contexte de la seconde guerre des Boers, en 1900, pour tenter de remodeler le contexte politique imposé par la ZAR, et essaie de rétablir la domination des Pedi dans l'est du Transvaal et de négocier des conditions favorables avec les forces militaires britanniques d'occupation une fois la ZAR vaincue. Thulare II, fils de Sekhukhune II, meurt sans laisser de traces historiques. À la mort de son frère aîné, Morwamoche III détient le trône jusqu'à sa mort. À sa mort, son héritier, Rhyane Thulare, est trop jeune pour régner. La femme de Morwamoche III et la mère de Rhyane règnent donc en tant que régentes. Rhyane Thulare aurait refusé de monter sur le trône sans la bénédiction de sa mère, sans cependant renoncer à son droit de régner. Rhyane réaffirme sa revendication au trône en 1989 ; il décède en 2007. Kgagudi Kenneth Sekhukhune devient régent sous le nom de Sekhukhune III. À la mort de Rhyane Thulare, Kgagudi Kenneth Sekhukhune tente de se faire reconnaître comme le Kgoši (« roi » ou « chef suprême ») légitime des Pedi. Thulare Victor, en tant que Thulare III, fils de Rhyane Thulare, dépose une revendication concernant le trône sur lequel siège son oncle Sekhukhune III, ce qui alimente un conflit de succession. Une décision de justice de 2018 met fin à une longue bataille pour le trône pedi et Thulare III est reconnu comme le titulaire du royaume traditionnel BaPedi ba Marota,,.